# خردل (جنس نباتي)
الخَرْدَل  جنس نباتي عشبي بري وزراعي يتبع الفصيلة الصليبية. اسمه العلمي (باللاتينية: Sinapis). تنبت مع الزرع في الحقول وعلى حواشي الطرق. وقد يزرع بعضها لجناء بزوره الطبية والمستعملة في صناعة الخردل. أوراقه متعاقبة يختلف شكلها وتفريضها باختلاف نوعها. ازهراره عنقودي التجميع. أزهاره صغيرة القد صفراء. بزوره صغيرة حريفة نافطة غينة بالمواد الدهنية وبميروزين وميرونات البوتاسيوم.

## من أنواعه
- وسائط من كومنز
- صفحة من ويكي أنواع